# Sadiq El Fitouri
Sadiq El Fitouri (ur. 10 października 1994 w Bengazi) – libijski piłkarz występujący na pozycji obrońcy w angielskim klubie Chesterfield oraz w reprezentacji Libii. Posiada także obywatelstwo brytyjskie.

## Kariera klubowa
El Fitouri rozpoczął swoją karierę w akademii piłkarskiej Manchesteru City, gdzie spędził około roku. Nigdy jednak nie znalazł się blisko pierwszej drużyny i latem 2013 roku został wolnym zawodnikiem. Pod koniec 2014 roku został zawodnikiem Salford City, klubu zarządzanego przez byłych graczy Manchesteru United. W barwach zespołu zadebiutował rozgrywając pełne 90 minut w spotkaniu przeciwko Kendal Town. 30 stycznia 2015 El Fitouri podpisał osiemnastomiesięczny kontrakt z Manchesterem United.

## Kariera reprezentacyjna
6 czerwca 2015 roku zadebiutował w reprezentacji Libii podczas zremisowanego 2:2 towarzyskiego meczu z Mali.